# Aptekarša
Aptekarša (Аптекарша) è un film del 1964 diretto da Stanislav Govoruchin.